# Pygmodeon cribripenne
Pygmodeon cribripenne là một loài bọ cánh cứng trong họ Cerambycidae.